# Molophilus (Molophilus) pallidibasis
Molophilus (Molophilus) pallidibasis is een tweevleugelige uit de familie steltmuggen (Limoniidae). De soort komt voor in het Oriëntaals gebied.